# Giacomo Alberione

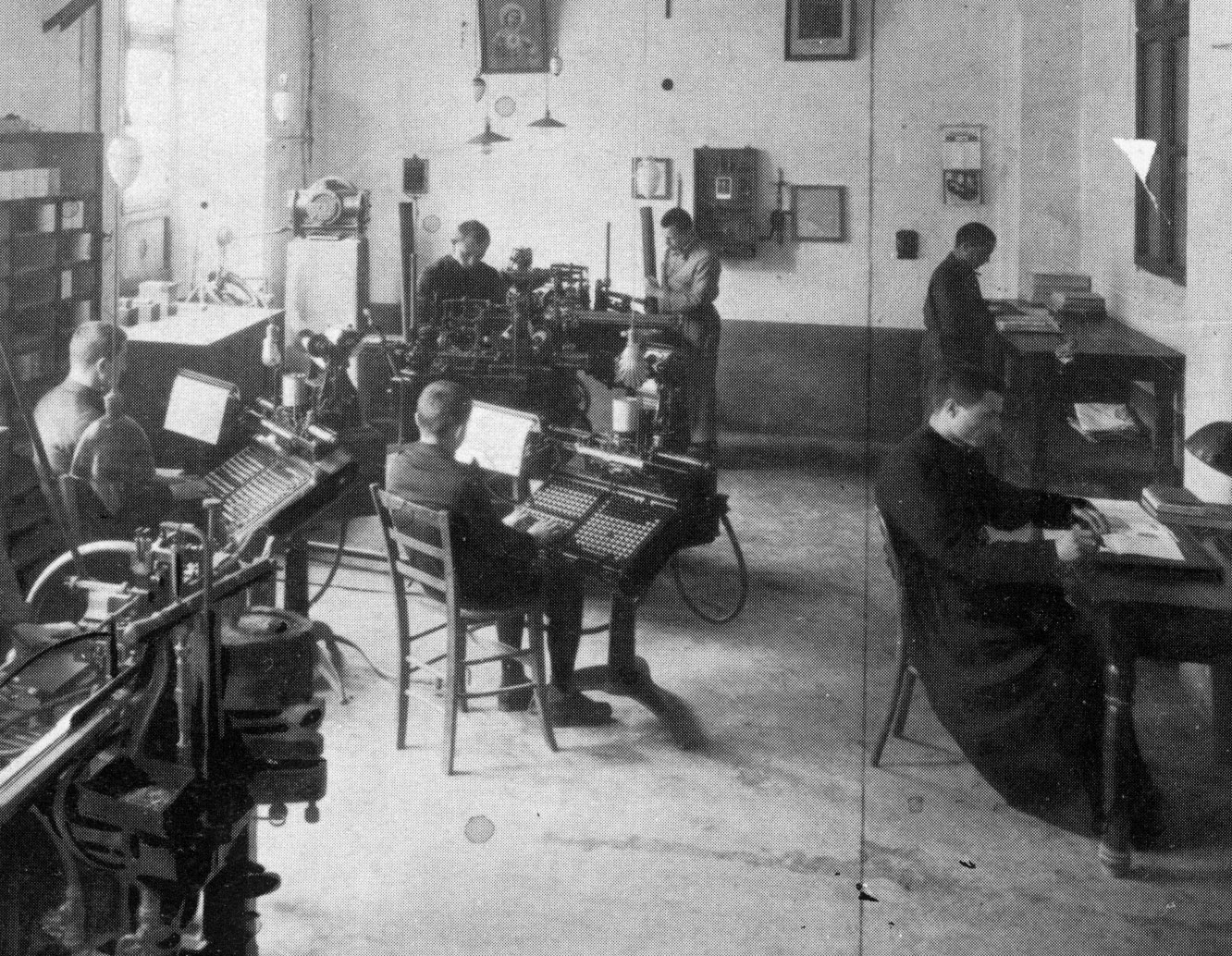
První paulíni

Blahoslavený Jakub Alberione (4. dubna 1884 San Lorenzo di Fossano – 26. listopadu 1971 Řím), italsky Giacomo Alberione, byl italský katolický kněz, zakladatel Paulínské rodiny, jejímž posláním je hlásat evangelium skrze moderní sdělovací prostředky.

## Mládí
Narodil se jako jedno ze šesti dětí Michaela Alberiona a Teresy Alloccové. Byl chatrnějšího zdraví než jeho sourozenci. Za finanční podpory svého kmotra vstoupil v 16 letech do kněžského semináře v Albě. Jeho duchovním vůdcem se stal ctihodný kanovník František Chiesa.
V noci na 1. ledna 1901 se několik hodin modlil před Nejsvětější svátostí oltářní a přemítal o budoucnosti. Ucítil povolání udělat něco pro lidi nového století

## Zakladatelem
Alberione byl vysvěcen 29. června 1907 (svátek sv. Petra a Pavla) a stal se farářem v Narzole. Doktorát z teologie obdržel roku 1908. Založil pět řeholních kongregací (Společnost svatého Pavla, Dcery svatého Pavla, Sestry učednice Božského Mistra, Sestry Dobrého pastýře, Institut Marie Královny apoštolů), čtyři sekulární instituty (Institut Ježíše Kněze, Institut svatého archanděla Gabriela, Institut Zvěstování, Institut Svaté rodiny) a Sdružení paulínských spolupracovníků. Všechny tyto organizace používají veškeré možné způsoby moderních technologií pro šíření radostné zvěsti a upevňování věřících v osobní zbožnosti.

### Společnost sv. Pavla
20. srpna 1914 uložil dvěma teenagerům, Desideriu Costovi a Titovi Armanimu, práci v malé tiskárně pod vedením svého přítele zkušeného tiskaře. To lze považovat za počátek činnosti Typografické školy "Malý dělník" (Scuola tipografica Piccolo Operaio), dnes známé jako Společnost sv. Pavla.

## Smrt a beatifikace
Alberione zemřel přirozenou smrtí 26. listopadu 1971 v generálním domě v Římě. Hodinu před smrtí ho poctil návštěvou papež sv. Pavel VI.
Jakub Alberione je pohřben v kryptě římského kostela Panny Marie Královny apoštolů.
Za ctihodného byl prohlášen 25. června 1997 a o šest let později 27. dubna 2003 jej blahořečil papež sv. Jan Pavel II.

## Fotogalerie

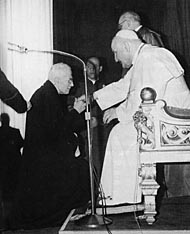
Bl. Giacomo Alberione spolu s papežem sv. Janem XXIII.
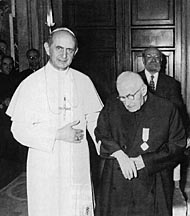
Bl. Giacomo Alberione spolu s papežem sv. Pavlem VI.
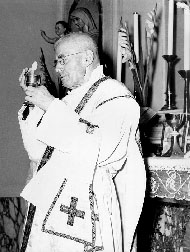
Bl. Giacomo Alberione